# حسین شهشهانی
سید حسین شهشهانی (۱۲۷۴ خورشیدی اصفهان – ۲۸ اسفند ۱۳۴۰ ژنو) قاضی، دانشمند، مجتهد، دولت مرد و محقق اسناد و فرامین تاریخی و کتب خطی ایران بود.

## اوان زندگی و تحصیلات
حسین شهشهانی در سال ۱۲۷۴ خورشیدی در اصفهان تولد یافت. وی از خاندان اهل علم و تقوی، مردی آزاده، خوش سخن و دانشمند بود. او از طرف مادر به خانواده امام جمعه اصفهان و مرحوم مجلسی (محمد تقی و محمد باقر) و از طرف پدر به سید محمد صدر شاه علائی و شاه علاءالدین محمد مقتول منتسب است.
تحصیلات مقدماتی و حکمت و فلسفه را نزد علمای اصفهان مانند آقا شیخ محمد حکیم به اتمام رساند و پس از آن تحصیلات «خارج» را به مدت هفت سال در نجف اشرف نزد آقای میرزا حسین نائینی (معروف به میرزای نائینی) و خالصی بزرگ انجام داد و به اخذ درجه اجتهاد از جانب آقای میرزای نائینی و آقاشیخ حسین یزدی موفق شد.

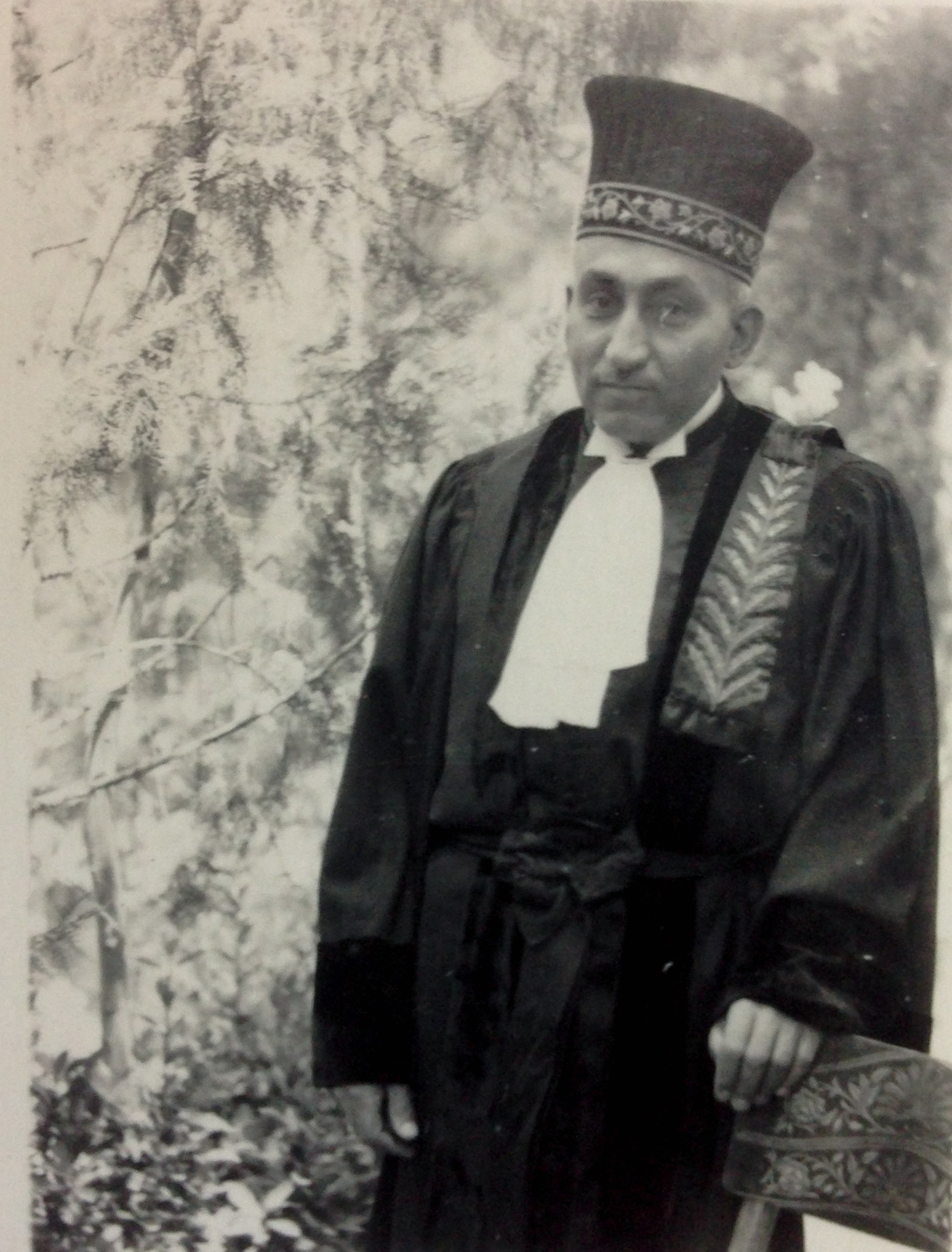
شهشهانی در لباس قضاوت

## مشاغل و خدمات
در مراجعت به ایران ابتدا در سال ۱۳۰۰ خورشیدی به تدریس فقه و اصول در مدرسه عالی تجارت اشتغال داشت و سپس به دعوت علی اکبر داور به خدمت قضاوت در تشکیلات جدید عدلیه مشغول شد. مراحل قضایی را از بدایت و استیناف تا مستشاری دیوان عالی کشور، عضویت در هیئت عالی بازرسی کشور، مدیریت کل ثبت اسناد واملاک و عضویت دائمی وزارت عدلیه در کمیسیون منتخب از طرف رضا شاه کبیر برای بازرسی عمومی ادارات طی کرد.
شهشهانی در سالهای ۱۳۳۱ و ۱۳۳۲، در زمان نخست‌وزیری دکتر محمد مصدق به معاونت و کفالت وزارت کشور و وزارت دادگستری نایل آمد و به‌پاس خدمات قضایی و نظر به‌مراتب لیاقت اداریش به‌کرات به دریافت احکام و نشان‌های سپاس از طرف شخص اول مملکت مفتخر گشت.
شهشهانی علاوه بر دوستی ای که با دولتمردان کابینه دکتر مصدق داشت، در میان روحانیون نیز محبوب و از احترام خاصی بر خوردار بود. چنان‌که با آیت الله سید حسین طباطبایی بروجردی در قم و دانشگاهیان و اهل ادب نظیر استاد جلال الدین همائی مکاتبات و دیدار نزدیک داشت و تبادل نظر می‌کرد.

## فرامین و اسناد
دستخط سلاطین گذشته از قبیل اسناد متعلق به سلسله‌های آق قوینلو و قره قوینلو و صفویه و نادری دربارهٔ خاندان شهشهانی و موقوفات بقعه شهشهان و قرابت خاندان شهشهانی و سلاطین صفویه در میان
مجموعه مکاتبات و مناشیری بود که حسین شهشهانی جمع‌آوری کرد و در کتابخانه شخصی ایشان موجود و از جمله آثار کم‌نظیر و تاریخی ایران و مورد علاقه خاص مراکز علمی و دانشگاهی بود.
شهشهانی از افراد معدودی بود که اسناد و مکاتبات و مناشیر قدیمی را به خوبی می‌شناخت و خطوط مختلف را نیکو می‌خواند و به جمع‌آوری فرامین و خطوط و کتب خطی عشق بسیار داشت. غالباً مجموعه نفیسی را که جمع‌آوری کرده بود در اختیار محققین و اهل ذوق قرار می‌داد و در مشکلات علمی و خواندن خطوط و فرامین قدیمی با تخصص و تجربه خاص خود پژوهشگران و دوستان را یاری فراوان می‌کرد.
خوشبختانه این مجموعه که مشتمل بر بیش از ۲۸۵ فرمان و سند بود و اغلب برای حفاظت در قابهای مخصوص نگهداری می‌شد در سال ۱۳۵۷ به موزه رضا عباسی در خیابان دکتر شریعتی در تهران واگذار شد.

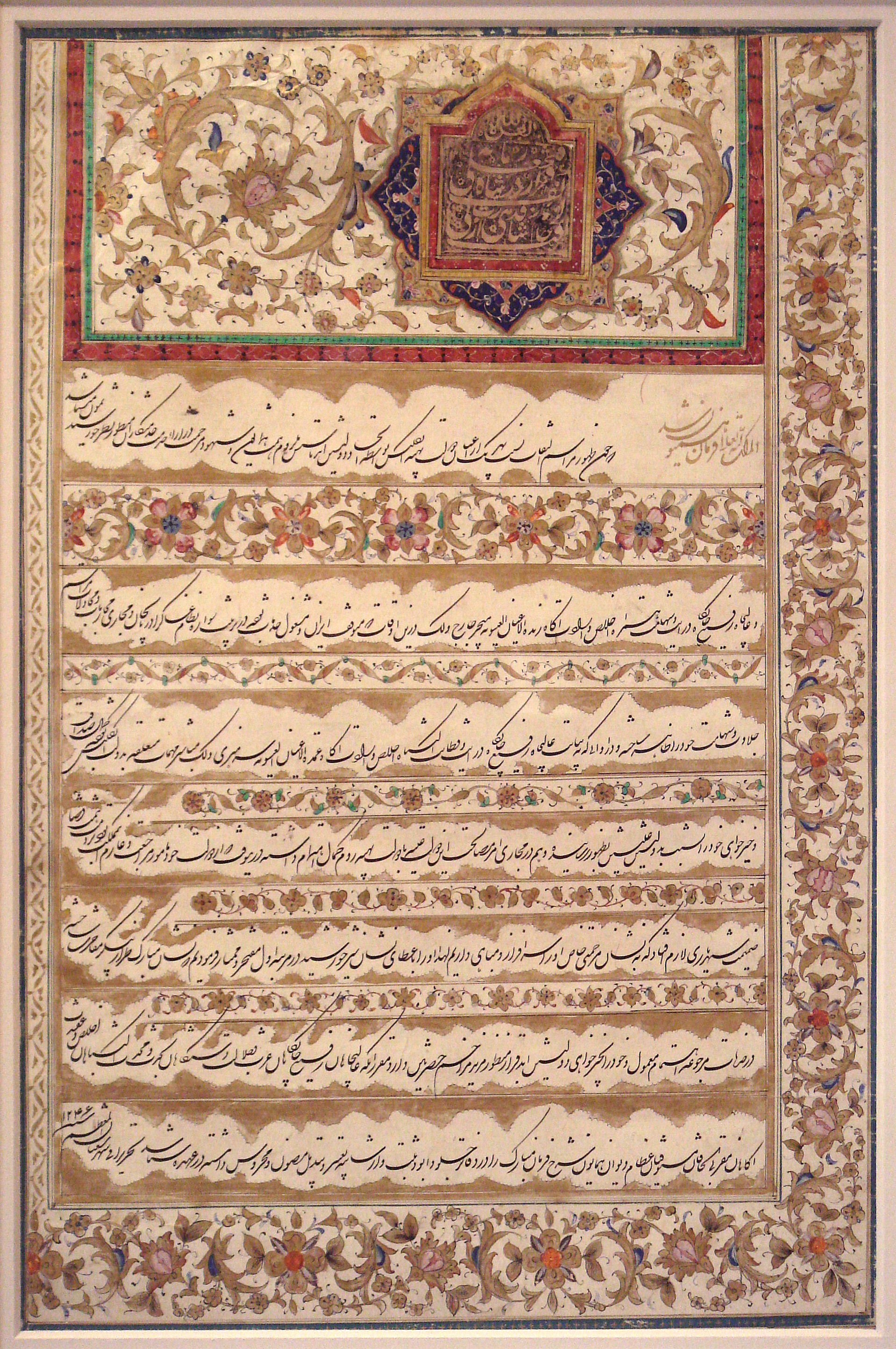
فرمانی از فتحعلی شاه قاجار به خط شکسته نستعلیق

## همکاری با محققین
مجموعه شهشهانی دائماً مورد استفاده محققین و دوستان او بود که غالباً از اطلاعات او استفاده کرده و در کتب و مقالات خود او را ذکر کرده‌اند. از جمله این افراد استاد و محقق فرانسوی ژان اوبن (Jean Aubin)، لوئی ماسینیون (Louis Massignon)، دکتر هورست آلمانی (Dr. Horst)، آقا شیخ آقا بزرگ تهرانی (صاحب الذریعه)، جلال الدین محدث، ایرج افشار، علی نقی منزوی و دکتر منوچهر ستوده اند.
به‌عنوان مثال، شهشهانی ضمن همکاری با محقق و استاد فرانسوی ژان اوبن قسمتی از مجموعه خود را در ارتباط با دوران سلسله‌های آق قونیلو و قره قونیلو در اختیار وی قرار داد و ژان اوبن تحت نظر وی رساله‌ای به زبانهای فرانسه و فارسی در سال ۱۳۳۴ (۱۹۵۵ میلادی) با عنوان زیر در تهران چاپ کرد:
Jean Aubin, Archives persanes commentees
Note sur quelques documents Aq Qoyunlu, dans Melanges Massignon, I, pp. 9–35 ,sous presse
Note preliminaire sur les archives du Takya du Tchima-rud
En preparation: Deux recueils d'insha dedies au vizir timoride Ghiyathu-'d-Din Pir Ahmad Khwafi

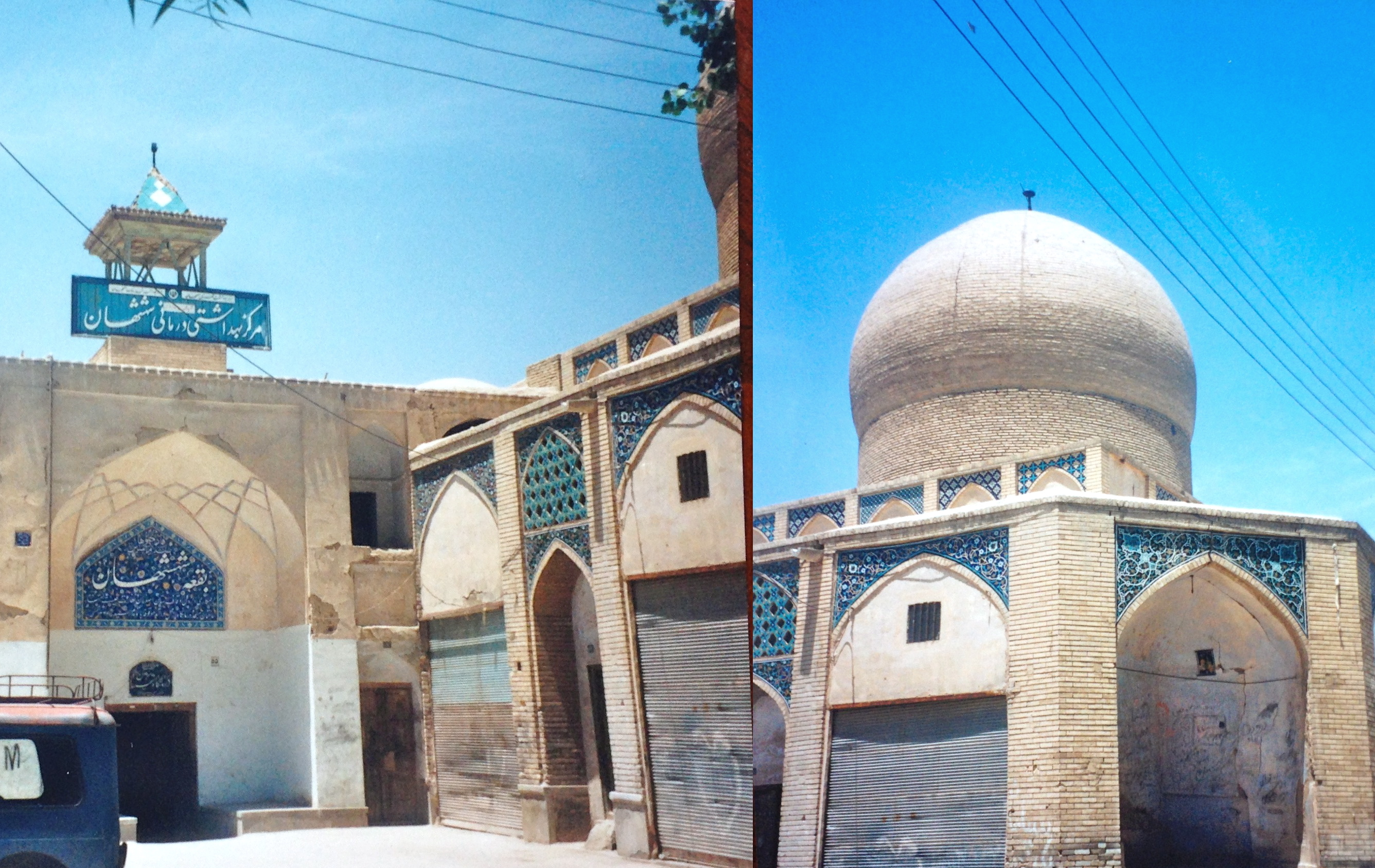
بقعه شهشهان

## اقدامات در مورد بقعه شهشهان
بقعه شهشهان در محله شهشهان در خیابان ابن سینا و در مجاورت مسجد جامع اصفهان از بقاع متبرکه و تاریخی و از آثار مهم باستان‌شناسی ایران است. اداره باستان‌شناسی بقعه مزبور را جزء آثار ملی و تاریخی به شماره ۳۸۶ به ثبت رسانیده‌است.
این بقعه محل دفن شاه علاء الدین محمد، سر سلسله خاندان شهشهانی و شاه علائی است. او از اکابر سادات حسینی و اشراف و نقیب النقباست که نسبش با بیست و چهار واسطه به علی ابن ابیطالب می‌رسد.
بقعه شهشهان در زمان خدمات قضایی شهشهانی به همت وی احیاء و بازسازی شد و درمانگاه و مدرسه شهشهان در مجاورت آن تأسیس گشت.
بقعه شهشهان بین سالهای ۸۵۰ تا ۸۵۲ هجری قمری (۱۴۴۶ تا ۱۴۴۸ میلادی) به دستور ابوالفتح سلطان محمد بهادر جانشین شاهرخ تیموری و همسر گوهر شاد بیگم (بانی مسجد گوهر شاد مشهد) بنا گردید. بعلاوه سلطان محمد قراء اصفهانک و درزیان واقع در بلوک کرارج اصفهان و ولاسان واقع در منطقه فریدن را برای بقعه وقف نموده و به امضاء بزرگان وقت از جمله مولانا جلال الدین دوانی رسانید.

## تحقیقات و تألیفات
مطالب و مقالات تحقیقی که از شهشهانی انتشار یافته عبارتند از:
۱. فهرست قسمتی از اسناد و فرامین مجموعه شخصی او که بیشتر به دوره قاجار مربوط است و تحت نظر وی و توسط آقای دکتر غلامرضا فرزانه پور در «نشریه کتابخانه مرکزی دانشگاه تهران دربارهٔ نسخه‌های خطی» (دفتر اول، ۱۳۳۹) و همچنین به‌طور جداگانه به چاپ رسیده‌است.
۲. فرمانی از نادر شاه درانی، فرهنگ ایران زمین، جلد ششم، صفحات ۱۵۹–۱۶۳.
۳. وقف نامه مسجد میرعماد کاشان، فرهنگ ایران زمین، جلد پنجم، صفحات ۲۲–۵۰.
۴. بقعه شهشهان و اسناد آن، سالنامه کشور ایران، سال دوازدهم، صفحات ۱۱–۶۴.
۵. از شهشهانی هم چنین کتابی باقی‌مانده‌است که تصنیف او می‌باشد و دقایق اللغه نام دارد. این کتاب که دارای یک مقدمه و بیست و هشت فصل و یک خاتمه است در باب واژه‌های تازی نگارش یافته و هنوز به چاپ نرسیده‌است.

## سال‌های آخر

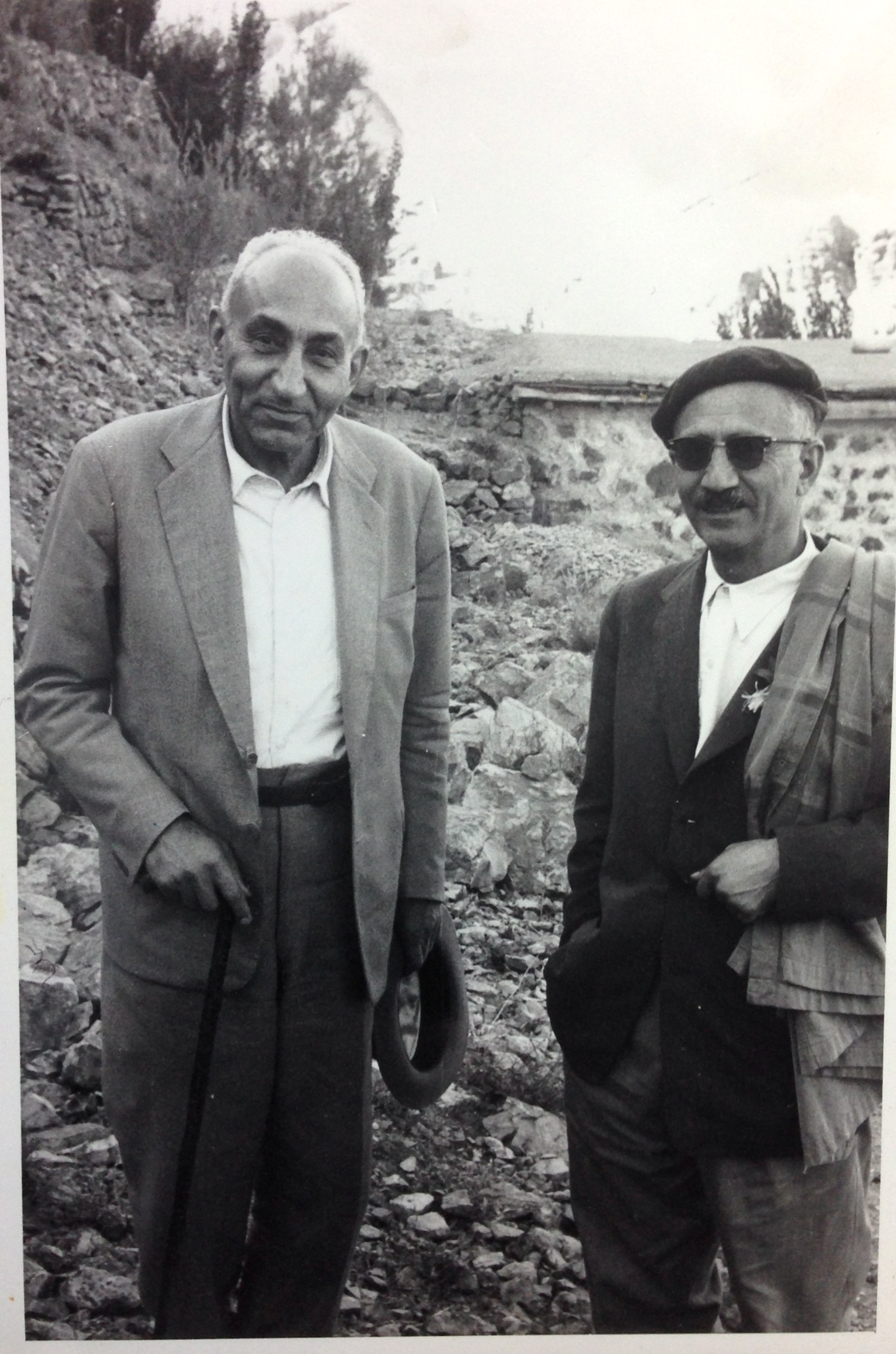
شهشهانی در کنار الهیار صالح

شهشهانی بعد از وقایع ۲۸ مرداد ۱۳۳۲ و برکناری دکتر محمد مصدق بازنشسته شد و در هشت سال پایانی عمر بیش از پیش اوقات خود را صرف تحقیق و تفحص در کتب و فرهنگ ایران می‌کرد و عضویت کمیته ملی بایگانی ایران وابسته به کمیسیون ملی یونسکو را داشت.
شهشهانی در زمستان ۱۳۴۰ شمسی به قصد تحقیق بیشتر در اسناد و فرامین عازم مسافرت زمینی به استانبول ترکیه شد و متأسفانه در ۲۸ اسفند ۱۳۴۰ (۱۹ مارس ۱۹۶۲) در ژنو سویس به علت حمله قلبی در گذشت و در تاریخ ۱۶ فروردین ۱۳۴۱ در بقعه شهشهان در جوار جد خود شاه علاءالدین محمد مدفون گردید.
از شهشهانی شش فرزند باقی ماند که تحصیلات عالیه داشته و شاغل بودند. تنها فرزند پسری وی دکتر احمد شهشهانی است که از محققین و نویسندگان ایران و استاد اقتصاد دانشگاه تهران و دانشگاه کالیفرنیا و باز نشسته‌است.